# Rue McGill
Ne doit pas être confondu avec Avenue McGill College.
La rue McGill est une rue de Montréal, précisément située dans le Vieux-Montréal. Elle est souvent confondue avec l'avenue McGill College.

## Situation et accès
Orientée nord-sud et localisée à l'ouest du quartier du Vieux-Montréal, elle commence rue de la Commune, au sud, et se termine au square Victoria. Elle se situe immédiatement à l'intérieur de l'emplacement des anciennes fortifications de Montréal.

## Origine du nom
Elle nommée en l'honneur de James McGill.

## Historique

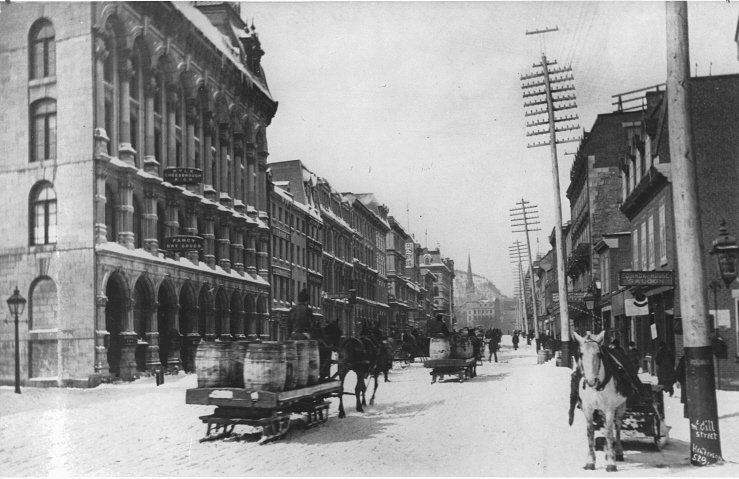
La rue McGill en 1869

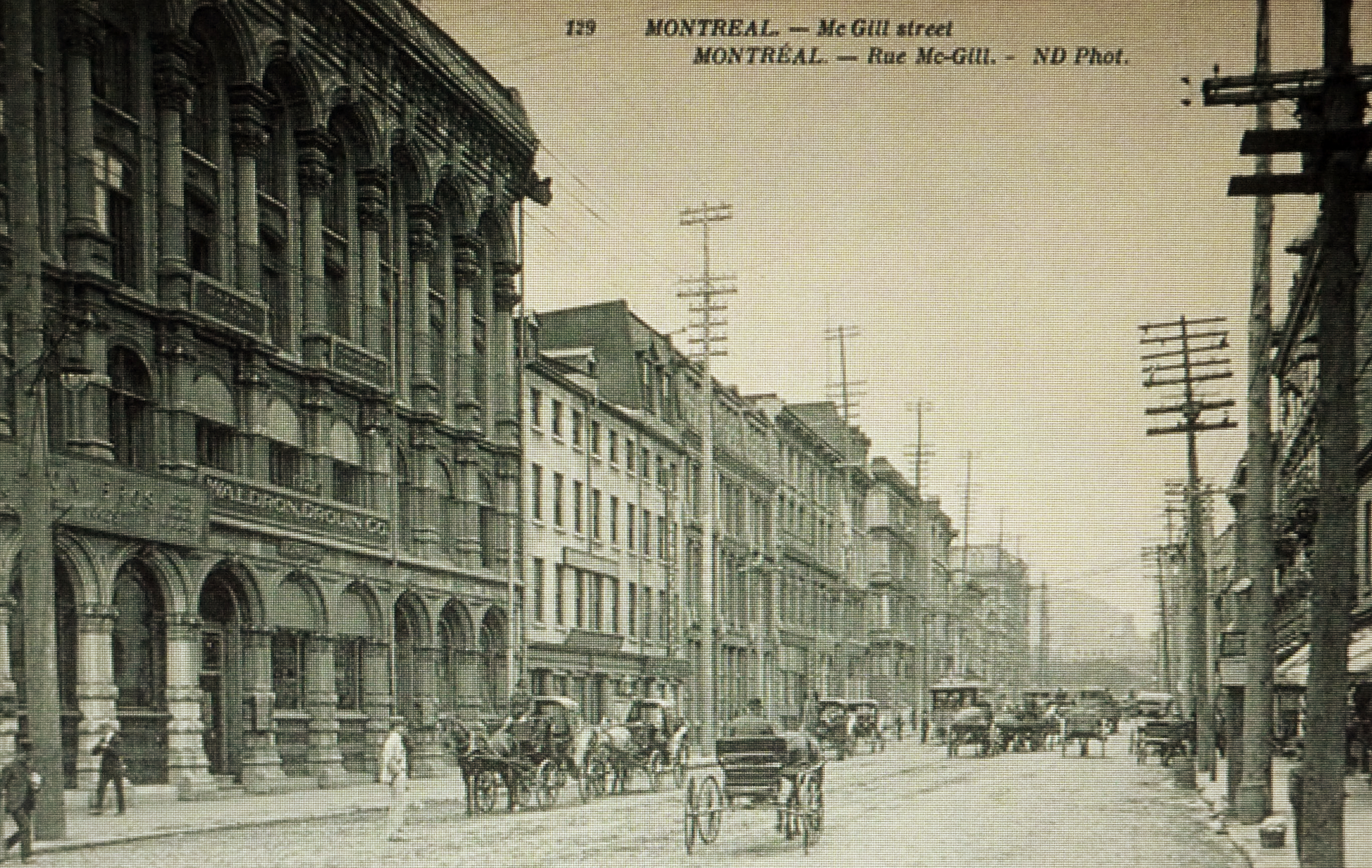
Même endroit, vers 1905

En 1810, après la démolition de cette portion des fortifications de Montréal (entre 1804 et 1809), la nouvelle voie est déjà ouverte car on commence à vendre les lots créés du côté ouest de la rue. Elle va de la Petite rivière (aujourd'hui la place D'Youville) jusqu’à un nouveau square (plus tard nommé Square Victoria). La nouvelle rue a une largeur de 80 pieds anglais (24,3 mètres), soit deux à trois fois plus que les rues existantes de l’ancienne ville fortifiée. On choisira un peu plus tard (en 1817) le nom de McGill, en l'honneur de James McGill (1744-1813), l'un des commissaires responsables de la démolition des fortifications. Important négociant et le plus influent des membres montréalais du Conseil exécutif, il meurt avant la fin des travaux.
L'importance de la rue McGill comme axe nord-sud ne cessera d'augmenter à partir des années 1840. En 1841, la Ville achète une partie du terrain des sœurs Grises, en vue de prolonger, dès 1842, la rue McGill jusqu’à la rue D’Youville déjà ouverte par les sœurs dans les années 1830. Le lien est ainsi réalisé par le biais de cette rue avec le port en développement. En 1845, la Ville achète une autre bande de terrain afin de prolonger la rue jusqu'aux quais à l'embouchure du canal de Lachine. Voie importante pour le trafic commercial, la rue McGill est bordée de nombreuses maisons-magasins au cours des années 1840, puis, au cours des décennies suivantes, d’imposants magasins-entrepôts et d’hôtels. On y construit des immeubles de bureaux de prestige au début du XXe siècle, dont celui de la compagnie ferroviaire du Grand Tronc.

### 21esiècle
En 2017, la rue fait partie de la Promenade Fleuve-Montagne, un parcours piétonnier et sentier d'interprétation de 3,8 km reliant le fleuve Saint-Laurent et le mont Royal, créé pour le 375e anniversaire de Montréal.

## Bâtiments remarquables et lieux de mémoire
- Édifice Dominique-Ducharme, anciennement l'entrepôt des douanes
- Édifice Wilson-Chambers, un bâtiment patrimonial situé au coin de la rue McGill et de la rue Notre-Dame
- Terminus de la rue McGill
- Square Victoria
- Centre de commerce mondial de Montréal

## Source
- Ville de Montréal. Les rues de Montréal. Répertoire historique. Montréal, Méridien, 1995, p. 328